# Rio Pardo (vattendrag i Brasilien, Mato Grosso do Sul)
Rio Pardo är ett vattendrag i Brasilien.   Det ligger i delstaten Mato Grosso do Sul, i den södra delen av landet, 800 km sydväst om huvudstaden Brasília.
Runt Rio Pardo är det ganska glesbefolkat, med 40 invånare per kvadratkilometer.